# بوب دوف
بوب دوف (بالإنجليزية: Bob Dove)‏ هو لاعب كرة قدم أمريكية أمريكي، ولد في 21 فبراير 1921 في يونغزتاون في الولايات المتحدة، وتوفي في 19 أبريل 2006 في كانفيلد في الولايات المتحدة.

## وصلات خارجية
- بوب دوف على موقع مرجع كرة القدم المحترفة.كوم (الإنجليزية)